# محاريات
المَحَارِيَّات أو الإسترديات أو الفصيلة الإستردية فصيلةٌ تَشمَل معطم أنواع المَحَارِ المأكولة. أمَّا محار اللؤلؤ فليس محارًا حقيقيًا، وينتمي إلى رتبة محاريات جناحية وأشباهها. يحتوي أنواع هذه الفصيلة على عضلة مقربة مركزية مثل المحار المروجي ما يعني أن الصدفة بها ندبة مركزية مميزة تحدد نقطة ارتباطها. تميل القشرة إلى أن تكون غير منتظمة نتيجة لالتصاقها بالركيزة. كلا النوعين البيوض والولودية موجودان في المحاريات. كلاهما خنثى. ومع ذلك، فإن الأنواع الولودية تظهر نمطًا من الجنس المتناوب داخل كل فرد، في حين أن الأنواع البيوضية هي خنثى متزامنة وتنتج إما أمشاجًا أنثوية أو ذكرية وفقًا للظروف. يعيش أنواع جنس المحار عمومًا مغمورين ويكونون مسطحين ذوي أصداف مستديرة. وهي تختلف عن معظم ذوات الصدفتين بوجود أصداف مكونة الكَلسيت، ولكنها ذات ندوب عضلية داخلية ذات تركيبة أراغونية. إنهم أفضل حالًا في المياه قليلة التغذية إلى حد ما. يقومون بتحضين بيضهم المخصب بنسب مختلفة من الفترة من الإخصاب إلى الفقس.

## الأجناس
- محار
- Alectryonella
- Agerostrea
- Anomiostrea
- Booneostrea
- Crassostrea
- Magallana
- Dendostrea
- Lopha
- Nanostrea
- Nicaisolopha
- Planostrea
- Pretostrea
- Pustulostrea
- Saccostrea
- Striostrea
- Teskeyostrea